# Guillaume II de Béthune
Guillaume II de Béthune, surnommé Guillaume le Roux, est un noble français. Il était seigneur régnant de Béthune, Richebourg et Warneton, ainsi qu'avoué héréditaire de l'abbaye de Saint-Vaast, près d'Arras.

## Biographie
Guillaume II et son frère aîné Robert VI accompagnent leur père dans l'escorte armée du comte Philippe Ier de Flandre lors de son pèlerinage en Terre sainte en 1177. Arrivés au royaume de Jérusalem, Guillaume II et Robert VI veulent épouser Sibylle et Isabelle, les sœurs du roi Baudouin IV de Jérusalem. Ils essuient un refus,.
En 1191, la famille Béthune accompagne le compte Philippe Ier dans un autre pèlerinage, au sein de la troisième croisade. Pendant la croisade, Philippe Ier et Robert V meurent. Lorsque son frère Robert VI meurt sans enfant en 1193, Guillaume II hérite des biens de la famille de Béthune. Il épouse Mathilde de Termonde, l'héritière de Termonde et eut plusieurs enfants avec elle, dont Daniel, qui lui succéda, et Jean, qui épousa l'héritière de Saint-Pol, Élisabeth.
Les membres de la famille Béthune avaient des loyautés partagées dans le conflit entre le roi Philippe II de France et le comte Baudouin IX de Flandre à propos de qui était le suzerain légitime d'Artois. Guillaume II et son fils aîné Daniel se sont rangés du côté de la France, tandis que ses jeunes frères et son fils Robert VII se sont rangés du côté de la Flandre.
Le 23 février 1200, Guillaume II et Conon partent accompagner le comte Baudouin lors de la quatrième croisade. Conon devient célèbre pour ses actes héroïques. William était présent lorsque les croisés prennent Constantinople en avril 1204. Baudouin IX de Flandre est élu empereur du nouvel Empire latin sous le nom de Baudouin Ier. Après la désastreuse bataille d'Andrinople, à laquelle Guillaume n'a pas participé, lui et 7000 autres croisés rentrent chez eux. Conon et le cardinal Pierre de Capoue tentent de persuader Guillaume de rester à Constantinople. Conon resta à Constantinople et y mourut quelques années plus tard.

## Décès
Guillaume meurt en avril 1214, quelques mois avant la bataille de Bouvines.

## Famille
Il est membre de l'influente maison de Béthune, dont le siège ancestral était à Béthune dans l'Artois. Il est le deuxième fils de Robert V, surnommé Robert le roux, et de son épouse Adélaïde de Saint-Pol. Ses frères étaient :
- Robert VI (mort en 1193)
- Baudouin (mort en 1212)
- Conon (mort en 1219 ou 1220), célèbre troubadour et croisé
- Jean (mort en 1219), évêque de Cambrai

## Descendance
Marié à Mathilde de Termonde, il eut sept enfants connus, les cinq premiers nés avant 1194 :
- Daniel, seigneur de Béthune (décédé en 1227), qui épousa Eustache de Châtillon, fille de Walter III de Châtillon et de son épouse Élisabeth, comtesse de Saint-Pol[5],[6].
- Robert VII de Béthune (décédé en 1248), qui épousa Élisabeth de Morialmé[4],[6].
- Baudouin de Béthune, mort jeune et célibataire[4],[6].
- Alice de Béthune (décédée en 1256), qui avant 1215 épousa Walter II de Nanteuil-la-Fosse[4],[6].
- Maud de Béthune (décédée en 1251), qui épousa d'abord Baudouin III de Comines, deuxièmement Godefroy III de Breda, troisièmement Gilbert de Zottegem et quatrièmement Arnold V de Diest[4],[6].
- Guillaume III de Béthune (décédé en 1243), qui épousa Élisabeth de Roesbrugge[4],[6] . Une lignée cadette de la maison de Béthune, issue de lui, survit à ce jour en tant que seigneurs de Meulebeke.
- Jean de Béthune (décédé en 1238), qui épousa Élisabeth, comtesse de Saint-Pol, veuve de Walter III de Châtillon et mère d'Eustache, sa belle-sœur[4],[6].